# ファントムタイム仮説
ファントムタイム仮説（ファントムタイムかせつ、ドイツ語: Phantomzeit-Theorie）は、ドイツ人の作家ヘリベルト・イリグが主張する歴史に関する陰謀論である。この説が初めて活字化されたのは1991年である。神聖ローマ皇帝オットー3世、ローマ教皇シルウェステル2世、あるいは東ローマ皇帝コンスタンティノス7世が主導し、暦による年代記述を遡って偽造することで、西暦1000年という特別な年に自分たちを君臨させ、神聖ローマ帝国に対する皇帝の権力を正当化しようと歴史を書き換えた、というものである。この陰謀は記録や物証を改変・偽造したり、誤伝することでその目的を達した、とイリグは主張している。この筋書きに従えば、カール大帝の存在どころかカロリング朝時代は丸ごと偽史であり、中世前期である西暦614年から911年まで297年間の「ファントムタイム」が存在することになる。この説は、基本的に歴史学者からは受け入れられていない。

## ヘリベルト・イリグ
イリグは1947年、バイエルン州のフォーエンシュトラウスに生まれた。イマヌエル・ヴェリコフスキーの終末主義や歴史の再解釈に夢中だったこともあり、「人類史および自然史の再構築協会」（Gesellschaft zur Rekonstruktion der Menschheits und Naturgeschicht）の熱心な会員であった。1989年から1994年には、雑誌『先史-初期-現在』（Vorzeit-Frühzeit-Gegenwart）の編集者として活動していた。1995年以降は、自らマンティス出版社を経営し、作家としてまた出版人として、雑誌『時間の跳躍』（Zeitensprünge）を発行した。年代学の修正にかかわる仕事以外でいえば、彼は哲学者のエゴン・フリーデルの編集人でもある。
中世初期に取り組み始める以前のイリグは、先史時代や古代エジプトの年代についてさまざまな修正案を発表していた。1990年代には彼のさまざまな思い付きがドイツ国内の一般メディアから取りあげられ、非常に有名になった。1996年の『でっちあげの中世』（Das erfundene Mittelalter）は学術的な校訂を経ていたものの、歴史学者たちからはその根本的な誤りを指摘され、まったく受け入れられなかった。1997年には「倫理学と社会科学」誌が、イリグの説に対する批判的検討の場を設け、誌上で歴史学者達によりさまざまな角度から批評された。これ以降、イリグの思い付きについて学術的な検討が加えられることはほとんどなくなったが、ドイツの一般メディアではその後もよく扱われる偽史となった。イリグは少なくとも2013年まではこの「ファントムタイム仮説」に関する著述を続けている。また2013年にはこれまで無縁だった美術史にも手を伸ばしており、ドイツ・ルネサンス期の巨匠であるアントン・ピルグラムについて書いているが、そこでもやはり従来の年代学の修正を試み、マニエリスムという美術のジャンルの歴史を抹殺しようとしている。

## ファントムタイム仮説
イリグの理論の核となるのは主に次のような主張である
- 西暦614年から911年までの考古学的証拠には信頼できるものがほとんどない。この時代については放射性炭素や年輪による年代測定も不十分とされており、中世史家は文書による記録に依存しすぎている。
- 西欧における10世紀のロマネスク建築の存在は、かつて考えられていたほどローマ時代が長く続かなかったことを示唆している。
- ユリウス暦と、グレゴリオ暦およびその基準となっている天文学的知識による太陽年（または回帰年）との関係。カエサルによって導入されたユリウス暦は、暦上の1世紀ごとに太陽年と約1日のずれが生じることが昔から知られていた。グレゴリオ暦が導入される西暦1582年までには、古いユリウス暦は実際の（太陽）暦との間に13日のずれがあったことになる。しかし教皇グレゴリウス13世に仕える天文学者と数学者の計算では、新しい暦はたった10日だけ調整すればよいことになっていた（ユリウス暦の1582年10月4日木曜の後が、グレゴリオ暦における最初の日付である1582年10月15日金曜になる）。ここからイリグは、西暦には存在していないおよそ3世紀が加算されていると結論づけた。

| 「                                                                  | さあ計算してみよう。ユリウス暦で何年かければ、10日の誤差が生まれるだろうか？答えは1257年だ。この問題―ユリウス暦の始まりを西暦何年に訂正すればよいか―の〔イリグによる〕計算結果は次のような驚くべきものである。 1582-1257＝325（グレゴリオ暦が始まる年 － ユリウス暦で10日のずれを生むのに必要な年数 ＝ ユリウス暦が始まる年） 信じられないことに、カエサルがかの暦法を取り入れたのは西暦325年ということだ。何ということだ。すでにカエサルが死んでから300年以上も経っているはずなのに。 | 」 |
| —Hans-Ulrich Niemitz（Did the Early Middle Ages Really Exist?より） | |    |

## 批判
- この説を唱えるうえで最大の障壁となるのが、古代の天文学における観察記録である。特に（ファントムタイム仮説が歪めている）西暦600年以前にヨーロッパの文献に記述されている日食である。そのなかにははっきりと仮説を反証するには足りないものもあるが、少なくとも2例は反例となることが確実である。一つが西暦59年の大プリニウスが記録した日食で[10]、もう一つがフォティオスが西暦418年に記録した日食である[10]。どちらの日付も日食があったことが学術的に裏付けられている。さらに、中国の唐代における例えばハレー彗星の記録なども現代の天文学と矛盾しておらず、「ファントムタイム」が加算される余地はない[11][12]。
- 考古学遺物や年輪年代学などによる測定も、「ファントムタイム」を支持せず、その反証となっている[13]。
- グレゴリオ暦は、ユリウス暦が制定された紀元前45年の時点から存在していたかのような暦を意図して改訂が行われたわけではない。むしろ325年が基準になっており、この年にニケーア公会議においてユリウス暦における3月21日を春分とすることで、復活祭の日付が定められた（コンプトゥス）ことが出発点なのである（天文学的には紀元前45年の春分は3月23日前後であった）。したがってイリグのいう「失われた3世紀」は、紀元前45年のユリウス暦の制定から325年のニケーアの公会議で復活祭の日付が算出されるまでに相当する[14]。
- カール大帝とカロリング朝がでっちあげられたものだったら、アングロ・サクソン期のイングランドや歴代の教皇、ビザンツ帝国といったヨーロッパのあらゆる歴史も同時にでっちあげられていることになる。また「ファントムタイム」は、ムハンマドの生涯や西ゴート王国などかつてローマ帝国だったエリアへのイスラムの拡大までも時代として含んでいることになるが、そういった歴史もまた捏造されていたり、大幅に年代が異なることになってしまう。イスラム勢力は、タラス河畔の戦いなどで中国の唐とも接触があったが、そういった歴史とも整合性をとらなければならない[12][15]。
- 614年から911年は日本では飛鳥時代から平安時代となる。この時代には奈良の大仏をはじめとする様々な歴史的遺産や、万葉集・古今和歌集等の書物が存在しており、この期間が存在していないとするとこれらの遺産がいつ制作されたのかの整合性が取れない。また遣隋使・遣唐使等の外交活動も行われており、シルクロードによって唐に運ばれた文化的遺産が正倉院等に収められている。これらの日本を始めとした東南アジアの歴史に対する有力な主張がファントムタイム仮説には存在せず、ヨーロッパを中心とした理論でしかないという声もある。

## イリグの著書
- Egon Friedell und Immanuel Velikovsky. Vom Weltbild zweier Außenseiter, Basel 1985.
- Die veraltete Vorzeit, Heribert Illig, Eichborn, 1988
- with Gunnar Heinsohn: Wann lebten die Pharaonen?, Mantis, 1990, revised 2003 ISBN 3-928852-26-4
- Karl der Fiktive, genannt Karl der Große, 1992
- Hat Karl der Große je gelebt? Bauten, Funde und Schriften im Widerstreit, 1994
- Hat Karl der Große je gelebt?, Heribert Illig, Mantis, 1996
- Das erfundene Mittelalter. Die größte Zeitfälschung der Geschichte, Heribert Illig, Econ 1996, ISBN 3-430-14953-3 (revised ed. 1998)
- Das Friedell-Lesebuch, Heribert Illig, C.H. Beck 1998, ISBN 3-406-32415-0
- Heribert Illig, with Franz Löhner: Der Bau der Cheopspyramide, Mantis 1998, ISBN 3-928852-17-5
- Wer hat an der Uhr gedreht?, Heribert Illig, Ullstein 2003, ISBN 3-548-36476-4
- Heribert Illig, with Gerhard Anwander: Bayern in der Phantomzeit. Archäologie widerlegt Urkunden des frühen Mittelalters., Mantis 2002, ISBN 3-928852-21-3